# Nessuno è perfetto
Nessuno è perfetto è un film del 1981 diretto da Pasquale Festa Campanile.

## Trama
Guerrino è un piccolo industriale del settore vinicolo rimasto prematuramente vedovo: vive con la suocera, che ha con lui un rapporto morboso tanto da volerlo come amante. Questo fatto, unito alla sua ritrosia di incontrare altre donne, lo rende bersaglio dei pettegolezzi in paese, soprattutto da parte del tassista "Lingua profonda". Un giorno, Guerrino si innamora di una bellissima fotomodella, Chantal. I due si sposano nel giro di pochi giorni.
Guerrino spera che dalla loro relazione possa nascere un bambino ma Chantal non è entusiasta all'idea. Insospettito, Guerrino inizia ad investigare sul passato di lei e scopre che, fino ad alcuni anni prima, era un uomo, paracadutista dell'esercito tedesco, che aveva cambiato sesso. Dopo un primo momento di sconcerto in cui la loro relazione rischia la rottura definitiva, i due decidono infine di stare insieme, a dispetto di tutti i loro amici che si prendevano gioco di loro.

## Curiosità
Il titolo del film è un chiaro riferimento alla battuta finale di A qualcuno piace caldo.
La scena in cui Chantal (Ornella Muti) pulisce la vetrata della portafinestra al pianterreno della villa alitando sul vetro è una chiara citazione di Marisa Allasio in Poveri ma belli.

## Location
Il film è stato girato in gran parte nella Città Alta di Bergamo, a Mozzo in provincia di Bergamo e a Milano.

## Incassi
Il film si posizionò al sesto posto nella lista dei film con il maggiore incasso della stagione cinematografica italiana 1981-82.